# Mando (piosenkarka)
Mando, właśc. Adamandia Stamatopulu (ur. 13 kwietnia 1966 w Pireusie) – grecka piosenkarka, reprezentantka Grecji podczas 48. Konkursu Piosenki Eurowizji w 2003 roku.

## Życiorys

### Dzieciństwo
Adamandia Stamatopulu urodziła się w Pireusie, jednak wychowała się w Atenach, gdzie mieszkali jej rodzice: pianista jazzowy Nikos Stamatopulos i wokalistka operowa Mary Apergi. W wieku czterech lat dziewczynka zaczęła śpiewać arie operowe oraz utwory gospelowe i jazzowe. Dzięki rodzicom zaczęła naukę gry na fortepianie oraz o teorii muzyki w Narodowym Konserwatorium. W tym czasie uczęszczała także na zajęcia wokalno-taneczne. Jako dziesięciolatka rozpoczęła naukę gry na gitarze oraz różnych instrumentach perkusyjnych. Zaczęła wówczas komponować swoje pierwsze utwory.
Kiedy skończyła 14 lat wystąpiła w lokalnej inscenizacji musicalu Jesus Christ Superstar pod dyrekcją Mimisa Plessasa i Dimitrisa Malavetasa.

### 1983-1994: Kontrakty z Columbia Records i Minos EMI
Po ukończeniu studiów muzycznych w wieku 18 lat, Stamatopulu podpisała swój pierwszy kontrakt płytowy z wytwórnią CBS Records, która wydała jej debiutancki singiel „Fill Me Up” (pod pseudonimem Mandy). Po premierze krążka wyruszyła do Ameryki, gdzie pobierała lekcje śpiewu u Hala Sheaffera (nauczyciela śpiewu Barbry Streisand i Lizy Minelli). Wokalistka podpisała wówczas kontrakt z Wangelisem Jannopulos z wytwórni Minos EMI, który pomógł jej w wydaniu debiutanckiego albumu studyjnego pt. Dos mu ena fili... afto to kalokieri w 1989 roku (pod pseudonimem Mando). W tym samym roku piosenkarka wzięła udział w krajowych eliminacjach do 34. Konkursu Piosenki Eurowizji z utworem „Mono essi”, przegrywając jednym punktem z Marianną.
W 1990 roku Mando wydała swoją drugą płytę pt. Ptisi ja dio, później trzy następne: Kinisi triti (1991), Estisis... (1992), I diki mas I ajapi (1993) i Anisicho wlema (1994).
Kolejne cztery albumy wokalistki wydała wytwórnia CBS Records, która odpowiedzialna była za dystrybucję płyt: Ston ewdomo urano (1995), Ja oles tis fores (1997), Prodosia (1998) i Se ali Diastasi (2000). W trakcie wydawania albumów Mando promowała swoje wydawnictwa podczas światowych tras koncertowych, w trakcie których gościnnie występowała z takimi artystami, jak m.in. Marinella, D. Mitropanos, Tolis Voskopoulos, Paschalis Terzis, C. Nikolopoulos i Dimitra Galani. W 2000 roku nagrała utwór „Aşk/Fos” w duecie z Sertab Erener oraz została jedną z autorek utworu Jessiki Simpson „Where You Are”, który trafił na ścieżkę dźwiękową filmu pt. Miejsce na Ziemi z tego samego roku.

### 2003: Konkurs Piosenki Eurowizji
Pod koniec 2002 roku Mando zgłosiła się do udziału w krajowych eliminacjach eurowizyjnych z utworem „Never Let You Go”, który został zakwalifikowany do finału selekcji spośród ponad 243 propozycji nadesłanych do siedziby nadawcy ERT. Wokalistka wygrała finał, który odbył się 26 lutego 2003 roku, wygrywając głosowanie jurorów (40% ważności głosów) i telewidzów (30%) oraz zajmując drugie miejsce w głosowaniu SMS-owym/internetowym (30%), uruchomionym kilka dni przed finałem. Tym samym została reprezentantką Grecji podczas finału 48. Konkursu Piosenki Eurowizji, który został rozegrany 24 maja w Hali Olimpijskiej „Skonto”. Przed występem wyruszyła w mini-trasę promocyjną, w ramach której wystąpiła na Cyprze, Malcie i w Chorwacji. Jej konkursowa propozycja dotarła do pierwszego miejsca greckich list przebojów. W trakcie występu w finale imprezy wokalistce towarzyszył gitarzysta Johnny Jam i chórek w składzie: Chriso Stamatopulu, Tasos Fotiadis, Costas Chrisis i Alex Panayi. Zdobyła łącznie 25 punktów, zajmując tym samym 17. miejsce w końcowej klasyfikacji, Pomimo niezadowolenia z wyniku, wokalistka uznała występ w konkursie za „doświadczenie życia”.
Pod koniec roku Mando nagrała podwójną płytę I ajapes fewgun ta tragudia menun, która została wydana pod szyldem wytwórni Alpha Records.

### 2004-09:Mando II
Po czteroletniej przerwie w karierze, Mando powróciła na rynek w 2008 roku z płytą Mando II, którą promował singiel „Dos mu logo na soto”. W tym samym roku miał ukazał się także pierwszy anglojęzyczny krążek wokalistki, zatytułowany Afraid of the Dark, jednak nigdy nie został opublikowany.

### Od 2010:Perfection
We wrześniu 2011 roku nastąpiła premiera albumu wokalistki pt. Perfection, który został wydany pod szyldem wytwórni Polymusic. Rok później Mando wystąpiła podczas koncertu jubileuszowego z okazji 20-lecia pracy artystycznej Fiwosa, znanego w kraju autora utworów. Ceremonia odbyła się na ateńskim stadionie olimpijskim. W styczniu 2013 roku zaśpiewała gościnnie w Half Note Jazz Club, gdzie odbył się koncert ku czci Steviego Wondera. W kwietniu tego samego roku wzięła udział w programie Your Face Sounds Familiar, w którym wcieliła się m.in. w Wondera, Barbrę Streisand, Whitney Houston czy Luciano Pavarottiego.
W 2014 roku Mando wystąpiła gościnnie podczas półfinału programu The Voice of Greece, w którym zaśpiewała singiel „Poliploka” zapowiadający jej nowy album studyjny.

## Dyskografia

### Albumy studyjne
- Dos mu ena fili... afto to kalokieri (1989)
- Ptisi ja dio (1990)
- Kinisi triti (1991)
- Estisis... (1992)
- I diki mas I ajapi (1993)
- Anisicho wlema (1994)
- Ston ewdomo urano (1995)
- Ja oles tis fores (1997)
- Prodosia (1998)
- Se ali Diastasi (2000)
- I ajapes fewgun ta tragudia menun (2003)
- Mando II (2008)